# Troy L. Best
Troy Lee Best (geboren am 30. August 1945 in Fort Summer, New Mexico) ist ein amerikanischer Zoologie mit einem Schwerpunkt auf Mammalogie, Ornithologie und Herpetologie. Er ist Professor für Zoologie an der Auburn University m Bundesstaat Alabama und Herausgeber und Autor zahlreicher Bücher und wissenschaftlicher Artikel.

## Leben und Werk
Troy L. Best wurde 1945 in Fort Summer in New Mexico geboren und verbrachte seine Schulzeit in verschiedenen Schulen in Clayton, Clovis, Lovington, Portales und Tatum. Seinen Schulabschluss erhielt er 1963 in Clayton, danach studierte er an der Eastern New Mexico University in Portales. Er machte dort 1967 seinen Bachelor of Science in den Fächern Biologie und Anthropologie. Er ging erst an die New Mexico State University und danach an die University of Oklahoma in Norman, wo er 1971 seinen Master of Science im Fachbereich Zoologie machte und 1976 auch promoviert wurde. Seine Dissertation trug den Titel Morphologic variation in kangaroo rats (Genus Dipodomys) of the heermanni Group in Baja California, Mexico. Von 1974 bis 1976 war Best Assistant Professor an der Northeastern University in Boston und wurde danach Research Professor an der Eastern New Mexico University, wo er bis 1986 blieb. 1982 bis 1983 war er zudem Adjunct Professor und von 1983 bis 1988 Assistant Professor an der University of New Mexico in Albuquerque. Ebenfalls 1983 wurde er Wildtierbiologe am New Mexico Department of Game and Fish, wo er vor allem an seltenen und bedrohten Tierarten arbeitete. 1988 wechselte er an die Auburn University, wo er bis 1991 Assistant Professor und danach bis 1996 Associate Professor war und schließlich seit 1996 bis heute Professor für Zoologie ist. Er ist zudem Kurator für die Säugetiere am Auburn University Natural History Museum und der Sammlung von Julian L. Dusi sowie Mitglied des Board of Governors der Southwestern Association of Naturalists. Best ist auch Mitglied der Forschergemeinschaft Sigma Xi und war Mitglied im Editorial Board der Mammalian Species, des Journal of Mammalogy und des The Southwestern Naturalist.
Seine Forschungsschwerpunkte sind dabei vor allem die Ökologie und die Taxonomie der Wirbeltiere, die Mammalogie, die Ornithologie und die Herpetologie. Zudem befasst er sich mit der Biogeographie der nordamerikanischen Wüstenregionen und den bedrohten Tierarten. Mit dem Joseph Grinnell Award wurde er zudem für seine Leistung in der Ausbildung und seine Öffentlichkeitsarbeit im Bereich der Säugetiere ausgezeichnet, unter anderem für öffentliche Veranstaltungen zum Schutz von Fledermäusen.
2018 verfasste Best das Kapitel über die Igel im achten Band des Handbook of the Mammals of the World.

## Auszeichnungen
Troy L. Best wurde für seine Forschungsarbeiten und auch für seine Lehrtätigkeit mit mehreren Preisen ausgezeichnet, vor allem:
- Founder’s Award am Colloquium on the Conservation of Mammals in the Southeastern United States, 2009
- George Miksch Sutton Award in Conservation Research von der Southwestern Association of Naturalists, 2009
- Lifetime Achievement Award des Southeastern Bat Diversity Network, 2010
- Joseph Grinnell Award der American Society of Mammalogists, 2014[3]

## Veröffentlichungen (Auswahl)
Troy L. Best veröffentlichte mehr als 200 wissenschaftliche und populärwissenschaftliche Fachartikel, darunter allein oder mit verschiedenen Co-Autoren mehrere Ausgaben der Mammalian Species über nordamerikanische Kleinsäuger, vor allem Hörnchen, Hasen und Fledermäuse. Darüber hinaus ist er Autor oder Co-Autor einer Reihe von wissenschaftlichen Fachbüchern.
- Troy L. Best, Julian L. Dusi: Mammals of Alabama. The University of Alabama Press, Tuscaloosa 2014.
- M. J. Harvey, J. S. Altenbach, Troy L. Best: Bats of the United States and Canada. The Johns Hopkins University Press, Baltimore, Maryland 2011.
- M.J. Harvey, J. S. Altenbach, Troy L. Best: Bats of the United States. Arkansas Game and Fish Commission and United States Fish and Wildlife Service, Little Rock, Arkansas 1999.

## Belege
1. 1 2 3 4  
About the authors. In: Troy L. Best, Julian L. Dusi: Mammals of Alabama. The University of Alabama Press, Tuscaloosa 2014. (Google Books)
2. 1 2  
Troy L. Best an der Auburn University, Alabama; abgerufen am 29. Juni 2016.
3. 1 2 3  
2014 Grinnell Award – Troy Best auf der Homepage der American Society of Mammalogists; abgerufen am 29. Juni 2016.
4. ↑  
Books. Eine Liste der Buchveröffentlichungen von Troy L. Best; abgerufen am 29. Juni 2016.